# Cervone, Stavîșce
Cervone (în ucraineană Червоне) este un sat în comuna Hrîhorivska Sloboda din raionul Stavîșce, regiunea Kiev, Ucraina.

## Demografie
Componența lingvistică a localității Cervone
     Ucraineană (99,11%)
     Alte limbi (0,89%)
Conform recensământului din 2001, majoritatea populației localității Cervone era vorbitoare de ucraineană (99,11%), existând în minoritate și vorbitori de alte limbi.